# Драфт новачків НХЛ 2013

30 червня 2013 року відбувся 51-й драфт новачків Національної хокейної ліги. Процедура проходила у Ньюарку на домашній арені місцевої команди в Пруденшл-центр.

## Драфт-лотерея
У 2013 році була змінена процедура проведення драфт-лотереї, котра визначала черговість закріплення командами НХЛ прав на спортивну діяльність молодих гравців. Вперше в лотереї брали участь усі 14 клубів, котрі не пробилися до розіграшу кубка Стенлі. Звісно, найбільше шансів (25 %) отримати право першого вибору зберігалося за найгіршою командою за підсумками регулярного сезону НХЛ. Драфт-лотерея 2013 року відбулася 29 квітня. За її підсумками, перший вибір на драфті отримала команда Колорадо Аваланч.

## Рейтинг гравців
Центральне скаутське бюро НХЛ підготувало остаточні списки молодих хокеїстів, котрі можуть бути обраними одним із клубів на цьогорічному драфті новачків ліги. Рейтинги зіставлені для польових гравців та голкіперів, що виступають в Північній Америці та Європі.
| Рейтинг | Польові гравці з Півн. Америки | Польові гравці з Європи |
| ------- | ------------------------------ | ----------------------- |
| 1       | Сет Джонс                      | Олександр Барков-мл     |
| 2       | Натан Маккіннон                | Валерій Нічушкін        |
| 3       | Джонатан Друен                 | Еліас Ліндгольм         |
| 4       | Дарнелл Нерс                   | Расмус Рістолайнен      |
| 5       | Шон Монаген                    | Александр Веннберг      |
| 6       | Гантер Шинкарук                | Андре Бураковскі        |
| 7       | Валентин Зиков                 | Якоб де ла Росе         |
| 8       | Фредерік Готьє                 | Роберт Хег              |
| 9       | Мірко Мюллер                   | Артурі Лехконен         |
| 10      | Ентоні Манта                   | Павло Бучневич          |

| Рейтинг | Голкіпери з Півн. Америки | Голкіпери з Європи |
| ------- | ------------------------- | ------------------ |
| 1       | Зак Фукале                | Юусе Сарос         |
| 2       | Ерік Комрі                | Еббе Сіонас        |
| 3       | Трістан Джеррі            | Лука Грачнар       |
| 4       | Келвін Петерсен           | Маркус Хоґберґ     |
| 5       | Спенсер Мартін            | Іван Бочаров       |

## Перший раунд
| №  | Гравець (амплуа)        | Національність | Команда НХЛ          | Попередня команда                |
| -- | ----------------------- | -------------- | -------------------- | -------------------------------- |
| 1  | Нейтан Маккіннон (Ц)    | Канада         | Колорадо Аваланч     | Галіфакс Мусгедс                 |
| 2  | Олександр Барков-мл (Ц) | Фінляндія      | Флорида Пантерс      | Таппара (СМ-Ліга)                |
| 3  | Джонатан Друен (Ц/Л)    | Канада         | Тампа-Бей Лайтнінг   | Галіфакс Мусгедс                 |
| 4  | Сет Джонс (З)           | США            | Нешвілл Предаторс    | Портленд Вінтергокс (ЗХЛ)        |
| 5  | Еліас Ліндгольм (Ц)     | Швеція         | Кароліна Гаррікейнс  | Брюнас (ШХЛ)                     |
| 6  | Шон Монаген (Ц)         | Канада         | Калгарі Флеймс       | Оттава 67-і (ОХЛ)                |
| 7  | Дарнелл Нерс (З)        | Канада         | Едмонтон Ойлерс      | Су Сейнт Мері Грейгаундс (ОХЛ)   |
| 8  | Расмус Рістолайнен (З)  | Фінляндія      | Баффало Сейбрс       | ТПС (СМ-Ліга)                    |
| 9  | Бо Хорват (Ц)           | Канада         | Ванкувер Канакс      | Лондон Найтс (ОХЛ)               |
| 10 | Валерій Нічушкін (П)    | Росія          | Даллас Старс         | Трактор (КХЛ)                    |
| 11 | Семюель Морін (З)       | Канада         | Філадельфія Флаєрс   | Рімускі Оушеанік (ОХЛ)           |
| 12 | Макс Домі (Ц)           | Канада         | Фінікс Койотс        | Лондон Найтс (ОХЛ)               |
| 13 | Джош Моріссі (З)        | Канада         | Вінніпег Джетс       | Прінс-Альберт Рейдерс (ЗХЛ)      |
| 14 | Александер Веннберг (Ц) | Швеція         | Колумбус Блю-Джекетс | Юргорден (ХокейАлсвенскан)       |
| 15 | Райан Пулок (З)         | Канада         | Нью-Йорк Айлендерс   | Брендон Віт Кінгс (ЗХЛ)          |
| 16 | Микита Задоров (З)      | Росія          | Баффало Сейбрс       | Лондон Найтс (ОХЛ)               |
| 17 | Кертіс Лазар (Ц/П)      | Канада         | Оттава Сенаторс      | Едмонтон Ойл-Кінгс (ЗХЛ)         |
| 18 | Мірко Мюллер (З)        | Швейцарія      | Сан-Хосе Шаркс       | Еверет Сілвертіпс (ЗХЛ)          |
| 19 | Кербі Райхел (Л)        | Канада         | Колумбус Блю-Джекетс | Віндзор Спітфаєрс (ОХЛ)          |
| 20 | Ентоні Манта (Л)        | Канада         | Детройт Ред-Вінгс    | Валь-д'Ор Форерс (ГЮХЛК)         |
| 21 | Фредерік Готьє (Ц)      | Канада         | Торонто Мейпл-Ліфс   | Рімускі Оушеанік (ОХЛ)           |
| 22 | Еміль Пор'є (Л)         | Канада         | Калгарі Флеймс       | Гатіно Олімпікс (ГЮХЛК)          |
| 23 | Андре Бураковскі (Л)    | Швеція         | Вашингтон Кепіталс   | Мальме Редгокс (ХокейАлсвенскан) |
| 24 | Гантер Шинкарук (П/Л)   | Канада         | Ванкувер Канакс      | Медисин-Гат Тайгерс (ЗХЛ)        |
| 25 | Майкл Мак-Керон (П)     | США            | Монреаль Канадієнс   | Вестерн Мічиган Бронкос (CCHA)   |
| 26 | Ші Теодор (З)           | Канада         | Анагайм Дакс         | Сієтл Тандербердс (ЗХЛ)          |
| 27 | Марко Даньо (П)         | Словаччина     | Колумбус Блю-Джекетс | Слован (КХЛ)                     |
| 28 | Морган Климчук (Л)      | Канада         | Калгарі Флеймс       | Реджайна Петс (ЗХЛ)              |
| 29 | Джейсон Дікінсон (Ц)    | Канада         | Даллас Старс         | Гвелф Сторм (ОХЛ)                |
| 30 | Райан Гартман (П)       | США            | Чикаго Блекгокс      | Плімут Вейлерс (ОХЛ)             |

## Другий раунд
| №  | Гравець (амплуа)     | Національність | Команда НХЛ       | Попередня команда |
| -- | -------------------- | -------------- | ----------------- | ----------------- |
| 58 | Тайлер Бертуцці (КН) | Канада         | Детройт Ред Вінгз | Гвелф Сторм       |

## Третій раунд
| №  | Гравець (амплуа)    | Національність | Команда НХЛ        | Попередня команда |
| -- | ------------------- | -------------- | ------------------ | ----------------- |
| 77 | Джейк Генцел (Ц)    | Канада         | Піттсбург Пінгвінс | Су-Сіті Маскетірс |
| 90 | Петер Цегларик (КН) | Словаччина     | Бостон Брюїнс      | Лулео             |

## П'ятий раунд
| №   | Гравець (амплуа)        | Національність | Команда НХЛ        | Попередня команда |
| --- | ----------------------- | -------------- | ------------------ | ----------------- |
| 124 | Крістерс Гудлевскіс (В) | Латвія         | Тампа-Бей Лайтнінг | Динамо (Рига)     |
| 146 | Патрік Бартошак (В)     | Чехія          | Лос-Анджелес Кінгс | Ред-Дір Ребелс    |

## Сьомий раунд
| №   | Гравець (амплуа)    | Національність | Команда НХЛ        | Попередня команда |
| --- | ------------------- | -------------- | ------------------ | ----------------- |
| 202 | Андреас Юнссон (ЛН) | Швеція         | Торонто Мейпл-Ліфс | Торонто Марліс    |